# Ityraea ignota
Ityraea ignota är en insektsart som först beskrevs av Jacobi 1943.  Ityraea ignota ingår i släktet Ityraea och familjen Flatidae. Inga underarter finns listade i Catalogue of Life.